# Naumionki
Naumionki (biał. Навуменкі, Nawumienki; ros. Науменки, Naumienki) – chutor na Białorusi, w obwodzie witebskim, w rejonie głębockim, w sielsowiecie Łomasze. W 2019 roku liczył 2 mieszkańców.

## Historia
W XIX wieku miejscowość leżała w Rosji, w guberni wileńskiej, w powiecie dzisieńskim.
W dwudziestoleciu międzywojennym wieś, kolonia i folwark Naumionki leżały w Polsce, w województwie wileńskim, w powiecie dziśnieńskim w gminie Orzechowo, od 1923 roku w gminie Prozoroki. 
Powszechny Spisu Ludności z 1921 roku podał dane łączne dla wsi, kolonii i folwarku. Zamieszkiwało tu 70 osób, 20 było wyznania rzymskokatolickiego a 50 prawosławnego. Jednocześnie 20 mieszkańców zadeklarowało polską a 50 białoruską przynależność narodową. Było tu 13 budynków mieszkalnych. W 1931 roku wieś w 7 domach zamieszkiwało 21 osób, kolonię w 6 domach zamieszkiwały 22 osoby, a folwark w 1 domu zamieszkiwało 6 osób.
Wierni należeli do parafii rzymskokatolickiej w Prozorokach i prawosławnej w Błosznikach. Miejscowość podlegała pod Sąd Grodzki w Głębokiem i Okręgowy w Wilnie; właściwy urząd pocztowy mieścił się w Prozorokach.
W wyniku napaści ZSRR na Polskę we wrześniu 1939 miejscowość znalazła się pod okupacją sowiecką. 2 listopada została włączona do Białoruskiej SRR. Od czerwca 1941 roku pod okupacją niemiecką. W 1944 miejscowość została ponownie zajęta przez wojska sowieckie i włączona do Białoruskiej SRR.
Od 1991 w składzie niepodległej Białorusi.